# سيرجي دورينكو
سيرجي ليونيدوفيتش دورينكو (الروسية: Серге́й Леони́дович Доре́нко) هو صحفي تلفزيوني روسي، من مواليد 18 أكتوبر 1959 بكيرتش، القرم، الاتحاد السوفياتي.
في عام 1982 تخرج دورينكو من الجامعة الروسية لصداقة الشعوب في موسكو، وعمل مترجما في أنغولا. وفي يونيو 1984، تم تجنيده بالجيش السوفيتي البري، لكنه أُعفي من الخدمة العسكرية في يناير 1985 بسبب مشاكل صحية.
في 30 سبتمبر 2003، انضم دورينكو إلى الحزب الشيوعي لروسيا الاتحادية في كراي ستافروبول.

## روابط خارجية
- سيرجي دورينكو على موقع IMDb (الإنجليزية)
- سيرجي دورينكو على موقع قاعدة بيانات الفيلم (الإنجليزية)
- سيرجي دورينكو على موقع كينوبويسك (الروسية)

- الموقع الرسمي
 (بالروسية)